# Üfter Mark
Üfter Mark este o arie protejată (arie specială de conservare — SAC, sit de importanță comunitară — SCI) din Germania întinsă pe o suprafață de 33,9 ha, integral pe uscat.

## Localizare
Centrul sitului Üfter Mark este situat la coordonatele 51°44′26″N 6°54′01″E / 51.7406°N 6.9003°E.

## Înființare
Situl Üfter Mark a fost declarat sit de importanță comunitară în martie 2001 pentru a proteja un număr necunoscut de specii din flora spontană și fauna sălbatică aflate în arealul zonei. Situl a fost protejat și ca arie specială de conservare în iunie 2012.

## Biodiversitate
Situată în ecoregiunea atlantică, aria protejată conține 2 habitate naturale: Pajiști uscate europene, Păduri acidofile de stejar bătrân cu Quercus robur pe câmpii nisipoase.
La baza desemnării sitului se află un număr nedeclarat de specii protejate.